# انس الخجا
انس الخجا (عربی: أنس الخجا؛ زادهٔ ۲۸ ژانویهٔ ۱۹۸۰) یک بازیکن فوتبال اهل سوریه است.
از باشگاه‌هایی که در آن بازی کرده‌است می‌توان به باشگاه فوتبال الکرامه سوریه و تیم ملی فوتبال سوریه اشاره کرد.
وی همچنین در تیم ملی فوتبال  سوریه بازی کرده است.